# House of Mystery (Comicmagazin)
The House of Mystery (dt. Das Haus der Mysterien) ist der Titel eines Comicmagazins das der US-amerikanische Verlag DC-Comics zwischen 1951 und 1983 veröffentlichte.

## Inhalt
House of Mystery beinhaltete üblicherweise Spuk-, Horror-, Grusel- und Mysterygeschichten. Dabei war die Serie als Anthologie angelegt, d. h., sie vereinte in jeder Ausgabe mehrere Storys, deren Figuren und Schauplätze zumeist in keiner wie auch immer gearteten Verbindung standen. Erst mit der US-Ausgabe #175 vom Mai und Juni 1968 wurden die verschiedenen Geschichten – die allerdings auch weiterhin jede für sich allein als geschlossene Einheiten gelesen werden konnten – durch eine gemeinsame Rahmenhandlung miteinander verbunden, in der ein verschrobener Mann namens Cain (der englische Name des biblischen Kain, der sich witzelnd als „able care taker“ bezeichnete) den Leser gewissermaßen am Ende einer Geschichte abholte und ihn an die Handlung der nächsten Geschichte heranführte. Charakteristisch war dabei Cains schaustellerhaftes Gehabe und seine aufgesetzte Unheimlichkeit und Düsterkeit.
Zu den Reihen, die innerhalb von House of Mystery erschienen, zählen unter anderem Martian Manhunter (#143 bis 158/1964–1966), das die Erlebnisse eines auf der Erde gestrandeten und sich dort als Privatdetektiv verdingenden Marsmenschen namens J'onn J'ozz zum Inhalt hat, die frische Superhelden-Parodie Dial H for Hero (#156 bis 173/1966–1968) und I … Vampire (#290 bis 319/1981–1983), eine Reihe von Geschichten um einen heroischen Vampir.

## Veröffentlichung
Bis zu seiner Einstellung im Oktober 1983 erreichte House of Mystery 321 Ausgaben. Die Serie wurde von 1986 bis 1987 mit der US-Serie Elvira's House of Mystery (11 Ausgaben und eine Sonderausgabe) fortgesetzt. Zudem erschien mit House of Secrets eine „Zwillingsserie“ zu House of Mystery, die sich ähnlichen Inhalten widmete und überdies von Cains Bruder Abel „moderiert“ wurde.

## Mitwirkende Künstler
Zu den Autoren, die für House of Mystery schrieben, zählen unter anderem Robert Kanigher, Dennis O’Neil, Frank Robbins, John Albano und Steve Skeates. Zeichner, die an der Serie mitarbeiteten, waren Jim Aparo, Neal Adams und Sergio Aragonés.

## Auszeichnungen
Zu den Preisen, welche die Serie erhielt, zählen unter anderem der Shazam Award für die beste Kurzgeschichte 1972 (für The Demon Within aus #201) und der Shazam Award für die beste Humorgeschichte im selben Jahr (für The Poster Plague von Steve Skeates und Sergio Arragones).